# Distretto di Farang wa Gharu
Il distretto di Farang wa Gharu è un distretto dell'Afghanistan appartenente alla provincia di Baghlan. Viene stimata una popolazione di 8 416 abitanti (stima 2016-17).